# Philip Brownstein
Philip Brownstein (Chicago, Illinois; 12 de mayo de 1895-Skokie, Illinois; 11 de febrero de 1999) fue un entrenador de baloncesto estadounidense que dirigió durante 42 años al equipo del instituto Kelvyn Park y durante 5 temporadas lo compaginó con ser entrenador de los Chicago Stags de la BAA, las dos últimas como entrenador principal.

## Trayectoria deportiva

### Entrenador
Tras finalizar sus estudios en la Universidad de Illinois en Urbana-Champaign, en 1929 se hizo cargo como entrenador del equipo de baloncesto del instituto Kelvyn Park de su ciudad natal, puesto que ocupó duranta 42 años, hasta 1971, ganando el campeonato de la ciudad de Chicago en 1943. Ese puesto lo compaginó con ser ojeador para los Harlem Globetrotters y como general manager del equipo de los Chicago Majors de la efímera liga ABL.
En 1946 nace la BAA, y es contratado como asistente de Harold Olsen en los Chicago Stags. En la temporada 1948-49 sustituyó a Olsen como entrenador principal debido a una enfermedad de este, dirigiendo al equipo en 11 partidos en los que ganó 10. Al año siguiente se sigue haciendo cargo del equipo, acabando la temporada con 40 victorias y 28 derrotas, cayendo en semifinales de la división ante los Minneapolis Lakers.

## Estadísticas en la BAA
| Equipo        | Temp.   | P  | V  | D  | %V-D | Finalizó    | PP | VP | DP | %V-DP | Resultado                         |
| ------------- | ------- | -- | -- | -- | ---- | ----------- | -- | -- | -- | ----- | --------------------------------- |
| Chicago Stags | 1948-49 | 11 | 10 | 1  | .909 | 3º en Oeste |    |    |    |       |                                   |
| Chicago Stags | 1949-50 | 68 | 40 | 28 | .588 | 4º en Oeste | 2  | 0  | 2  | .000  | Pierde en Semifinales de División |
| Total         |         | 79 | 50 | 29 | .633 |             | 2  | 0  | 2  | .000  |                                   |